# 商の微分法則
微分積分学における商の法則（しょうのほうそく、英: quotient rule）は二つの可微分函数の比（商）となっている函数の導函数の計算を述べるものである。

## 主張
具体的に g, h はともに可微分で h(x) ≠ 0 として f(x) = g(x)/h(x) と書けば、この商 f の微分は {\displaystyle f'(x)={\frac {g'(x)h(x)-g(x)h'(x)}{[h(x)]^{2}}}} で与えられる。
陰函数微分による証明 — 
f(x) = g(x)/h(x) ならば g(x) = f(x)h(x) であるから、積の法則により {\textstyle g'(x)=f'(x)h(x)+f(x)h'(x)} となり、f′ について解けば {\displaystyle {\begin{aligned}f'(x)&={\frac {g'(x)-f(x)h'(x)}{h(x)}}\\&={\frac {g'(x)-{\frac {g(x)}{h(x)}}\cdot h'(x)}{h(x)}}\\&={\frac {g'(x)h(x)-g(x)h'(x)}{h(x)^{2}}}\end{aligned}}} を得る。
連鎖律による証明 — 
f(x) = g(x)/h(x) = g(x)⋅h(x)−1 と見れば、積の法則により {\textstyle f'(x)=g'(x)h(x)^{-1}+g(x)\color {green}(h(x)^{-1})'} であり、右辺第二項の微分は連鎖律のもとで冪の微分法則を用いれば、結局 {\displaystyle f'(x)=g'(x)h(x)^{-1}+g(x)\cdot \color {green}(-1)h(x)^{-2}h'(x)} を得る。整理すれば {\displaystyle {\begin{aligned}f'(x)&={\frac {g'(x)}{h(x)}}-{\frac {g(x)h'(x)}{h(x)^{2}}}\\&={\frac {g'(x)h(x)-g(x)h'(x)}{h(x)^{2}}}\end{aligned}}} となる。
導関数の定義式を用いた証明 — 
微分すべき関数をh(x) = f(x)/g(x)とおけば次の様な極限が成り立つ。
{\displaystyle {\begin{aligned}{\frac {\Delta h}{\Delta x}}&={\frac {h(x+\Delta x)-h(x)}{\Delta x}}\\&={\frac {{\frac {f(x+\Delta x)}{g(x+\Delta x)}}-{\frac {f(x)}{g(x)}}}{\Delta x}}\\&={\frac {f(x+\Delta x)g(x)-f(x)g(x+\Delta x)}{\Delta x\cdot g(x)g(x+\Delta x)}}\\&={\frac {1}{g(x)g(x+\Delta x)}}\left\{{\frac {f(x+\Delta x)-f(x)}{\Delta x}}g(x)-f(x){\frac {g(x+\Delta x)-g(x)}{\Delta x}}\right\}\\&\to {\frac {f'(x)g(x)-f(x)g'(x)}{g(x)^{2}}},(\Delta x\to 0)\end{aligned}}} ∴{\displaystyle \left({\frac {f}{g}}\right)'={\frac {f'g-fg'}{g^{2}}}}  □

## 例
1. f(x) ≔ tan(x) = sin(x)/cos(x) の導函数を求めるのに商の法則が利用できる: {\displaystyle {\begin{aligned}{\frac {d}{dx}}\tan x&={\frac {d}{dx}}{\frac {\sin x}{\cos x}}\\&={\frac {({\frac {d}{dx}}\sin x)(\cos x)-(\sin x)({\frac {d}{dx}}\cos x)}{\cos ^{2}x}}\\&={\frac {\cos ^{2}x+\sin ^{2}x}{\cos ^{2}x}}\\&={\frac {1}{\cos ^{2}x}}=\sec ^{2}x.\end{aligned}}}

## 高階版
陰函数微分を用いれば、商の n-階微分も（(n −1)-階までの導函数を用いて）計算することができる。例えば、f⋅h = g を両辺二回微分して f″ について解けば {\displaystyle f''=\left({\frac {g}{h}}\right)''={\frac {g''-2f'h'-fh''}{h}}} を得る。